# PDP-5
De PDP-5 was de eerste 12 bit-minicomputer van DEC. Het systeem werd in 1963 geïntroduceerd, op een ogenblik dat de minicomputermarkt voet aan de grond begon te krijgen.

## Geschiedenis
De LINC, een 12 bit-computer met een geheugen van 2048 woorden uit 1962, wordt beschouwd als de eerste minicomputer en een voorloper van de moderne personal computer. De LINC werd ontworpen aan het Lincoln Laboratory van het Massachusetts Institute of Technology. Ken Olsen, een van de oprichters van DEC, had ermee gewerkt en was ook betrokken bij de constructie van de TX-0, een 18 bit-computer uit 1956 met een geheugen van 64.000 woorden die eveneens ontwikkeld was aan het Lincoln Laboratory. Geen van deze machines werd in massa geproduceerd.
Terwijl de LINC-computer voornamelijk bedoeld was voor laboratoriumgebruik, had de 12-bit PDP-5 een veel breder toepassingsgebied. Het systeem was populair bij klanten die de rekenkracht van de 18-bit PDP-4 niet nodig hadden, maar toch applicaties wilden maken die te ingewikkeld waren om efficiënt met logische bouwblokken te construeren.
De architectuur van de PDP-5 werd ontworpen door Alan Kotok en Gordon Bell. De hoofdontwerper van de printplaten was de jonge ingenieur Edson de Castro, die later Data General zou oprichten.
Er werden ongeveer 1000 exemplaren van de PDP-5 verkocht.

## Hardware
In tegenstelling tot de PDP-1, die uit vier grote rekken bestond, paste een standaardconfiguratie van de PDP-5 (bestaande uit 150 printplaten die in totaal zo'n 900 transistors bevatten) in een enkel 19 inchrek. Er waren bijkomende rekken nodig om extra randapparatuur te huisvesten.
De machine werd geleverd met 1024 tot 32.768 12-bits woorden ringkerngeheugen. Voor het adresseren van meer dan 4096 woorden geheugen was de toevoeging van een Type 154 Memory Extension Control-eenheid nodig (in moderne termen een memory management unit). Hierdoor konden extra Type 155 ringkerngeheugenmodules van 4096 woorden toegevoegd worden.

## Software
De PDP-5 werd geleverd met een editor, een assembler, een FORTRAN II-compiler en een debugger (DDT).